# Crosbycus speluncarum
Espèce
Crosbycus speluncarum est une espèce d'opilions dyspnois de la famille des Taracidae.

## Distribution
Cette espèce se rencontre dans les Carpates.

## Description
Le mâle holotype mesure 3,5 mm et la femelle paratype 4,5 mm.

## Systématique et taxinomie
Cette espèce a été décrite par Roewer en 1951. La validité de cette espèce est remise en cause par Gruber et Martens en 1968.

## Étymologie
Son nom d'espèce lui a été donné en référence au lieu de sa découverte, une grotte.

## Publication originale
- Roewer, 1951 : « Über Nemastomatiden. Weitere Weberknechte XVI. » Senckenbergiana, vol. 32, p. 95–153.